# Horst L. Störmer
Horst Ludwig Störmer (Fráncfort, Alemania, 6 de abril de 1949) es un físico alemán, premio Nobel y profesor emérito de la Universidad de Columbia. Recibió el Premio Nobel de Física en 1998 junto con Daniel C. Tsui y Robert B. Laughlin "por el descubrimiento de una nueva forma de fluido cuántico con excitaciones de carga fraccional" (el efecto Hall cuántico fraccionario). Tsui y él trabajaban en los Laboratorios Bell cuando se realizó el experimento citado por el comité del Nobel.

## Biografía
Störmer nació en Fráncfort del Meno y creció en la cercana localidad de Sprendlingen. Tras graduarse en la Goetheschule de Neu-Isenburg en 1967, se matriculó en ingeniería arquitectónica en la TH de Darmstadt y más tarde se trasladó a la Universidad Goethe de Fráncfort para estudiar Física. Pero como se le había pasado el plazo de matrícula para Física, empezó con Matemáticas y más tarde cambió a Física, obteniendo el Diploma en el laboratorio de Werner Martienssen. Aquí fue supervisado por Eckhardt Hoenig, y trabajó junto a otro futuro premio Nobel, Gerd Binnig.
Störmer se trasladó a Francia para realizar su doctorado en Grenoble, donde trabajó en un laboratorio de alto campo magnético gestionado conjuntamente por el CNRS francés y el Instituto Max Planck de Investigación del Estado Sólido alemán. Störmer tuvo como director académico a Hans-Joachim Queisser, y en 1977 se doctoró en la Universidad de Stuttgart por su tesis sobre el estudio de gotas de agujeros de electrones sometidas a campos magnéticos elevados. También conoció a su mujer, Dominique Parchet, mientras trabajaba en Grenoble. Se divorciaron unos años más tarde.
Después de doctorarse, Störmer se fue a Estados Unidos para trabajar en los Laboratorios Bell, donde llevó a cabo las investigaciones que le valieron el premio Nobel. Tras 20 años en los Laboratorios Bell, fue nombrado catedrático I.I. Rabi de Física y Física Aplicada en la Universidad de Columbia de Nueva York. Fue elegido miembro de la American Philosophical Society en 2006. Se jubiló como profesor emérito en 2011.
Störmer es ciudadano naturalizado estadounidense.